# 瑩珠院
瑩珠院（えいしゅいん、1654年5月21日（承応3年4月5日） - 1692年11月26日（元禄5年10月19日））は、江戸時代前期の女性。尾張藩第3代藩主・徳川綱誠の正室。父は広幡忠幸。別名は新君（にいぎみ）。

## 生涯
権中納言・広幡忠幸の長女として生まれる。母は正室の京姫で、尾張藩初代藩主である徳川義直は祖父にあたる。1667年（寛文7年）9月26日、尾張藩第3代藩主・徳川綱誠の正室となる。しかし綱誠との間には子どもはできなかった。
1692年（元禄5年）、死去。また神奈川県伊勢原市の浄発願寺の奥ノ院には瑩珠院の遺髪を納めた宝篋印塔が建立されている。